# Euphorbia teres
Euphorbia teres är en törelväxtart som beskrevs av M.Machado och Hofacker. Euphorbia teres ingår i släktet törlar, och familjen törelväxter. Inga underarter finns listade i Catalogue of Life.